# Saucrobotys fumoferalis
Saucrobotys fumoferalis är en fjärilsart som beskrevs av George Duryea Hulst 1886. Saucrobotys fumoferalis ingår i släktet Saucrobotys och familjen Crambidae. Inga underarter finns listade i Catalogue of Life.